# Батак (Великотирновська область)
Бата́к (болг. Батак) — село у Великотирновській області Болгарії. Входить до складу общини Павликени.

## Населення
За даними перепису населення 2011 року у селі проживали 888 осіб.
Національний склад населення села:
| Національність   | Кількість осіб | Відсоток |
| ---------------- | -------------- | -------- |
| болгари          | 698            | 79,0%    |
| турки            | 143            | 16,2%    |
| цигани           | 30             | 3,4%     |
| Всього відповіли | 884            |          |

Розподіл населення за віком у 2011 році:
Динаміка населення: